# Équennes-Éramecourt
Équennes-Éramecourt là một thị trấn ở tỉnh Somme trong vùng Hauts-de-France, Pháp.

## Địa lý
Được lập thông qua việc sáp nhập hai làng Équennes và Éramecourt năm 1973, xã này tọa lạc trên đường D901, khoảng 32 km (20 mi) về phía tây nam của Amiens.

## Dân số
| 1962                                                           | 1968 | 1975 | 1982 | 1990 | 1999 |
| -------------------------------------------------------------- | ---- | ---- | ---- | ---- | ---- |
| 209                                                            | 219  | 235  | 220  | 199  | 247  |
| Số liệu điều tra dân số từ năm 1962, dân số không tính hai lần |      |      |      |      |      |